# Anodajay
Anodajay, de son vrai nom Steve Jolin, né le 7 juillet 1977 à Rouyn-Noranda, au Québec, est un rappeur et producteur canadien. Il est à la fois l'un des premiers artistes de ce genre venant de l'Abitibi-Témiscamingue et l'un des précurseurs du hip-hop au Québec. En plus de son œuvre en tant qu'artiste, il fonde en 2003 l'étiquette Disques 7ième Ciel qui publie depuis plusieurs des figures de proue du rap québécois.

## Biographie
Jolin découvre le hip-hop à l'âge de 12 ans, et s'y implique à 16 ans, en parallèle à ses passions comme le basketball. Il décroche un baccalauréat en éducation et enseigne l'éducation physique à Rouyn-Noranda tout en continuant sa carrière de rappeur.
Anodajay se fait connaître sur la scène du hip-hop francophone en mars 2002 au festival Hip Hop 4 ever à Montréal où, à sa première présence, il décroche la troisième place de sa catégorie. Il lance son premier album Premier VII en juin 2003. En 2006, il lance son deuxième album intitulé Septentrion, qui contient entre autres la chanson Le Beat à Ti-Bi, produite en collaboration avec Raoul Duguay.
Quatre ans après Septentrion, il publie, en 2010, son album ET7ERA. En 2011, Anodajay publie son single intitulé Jamais su contenant un échantillonnage de la chanson Souvent, longtemps, énormément de la chanteuse Diane Tell, grâce auquel il atteint les classements musicaux.

## Discographie

### En tant que producteur exécutif
| Année | Album                 | Artiste           | Maison de disque   |
| ----- | --------------------- | ----------------- | ------------------ |
| 2007  | Face à soi-même       | Samian            | Disques 7ième Ciel |
| 2008  | Racines dans le béton | Koriass           | Disques 7ième Ciel |
| 2009  | Boîte noire           | Dramatik          | Disques 7ième Ciel |
| 2010  | Face à la musique     | Samian            | Disques 7ième Ciel |
| 2011  | Petites victoires     | Koriass           | Disques 7ième Ciel |
| 2012  | Marée humaine         | Manu Militari     | Disques 7ième Ciel |
| 2013  | Rue des Saules        | Koriass           | Disques 7ième Ciel |
| 2014  | Radiothérapie         | Dramatik          | Disques 7ième Ciel |
| 2014  | Enfants de la terre   | Samian            | Disques 7ième Ciel |
| 2014  | XXL                   | Eman X Vlooper    | Disques 7ième Ciel |
| 2015  | Océan                 | Manu Militari     | Disques 7ième Ciel |
| 2015  | Petit Love            | Koriass           | Disques 7ième Ciel |
| 2016  | Brown                 | Brown             | Disques 7ième Ciel |
| 2016  | Love Suprême          | Koriass           | Disques 7ième Ciel |
| 2016  | Les Frères Cueilleurs | Alaclair Ensemble | Disques 7ième Ciel |
| 2016  | Long Jeu              | KNLO              | Disques 7ième Ciel |